# Rugby 7 femenino en los Juegos Asiáticos 2010
El Rugby 7 femenino en los Juegos Asiáticos de 2010 se jugó entre el 21 y 22 de noviembre de 2010 en el Guangzhou University Town Stadium de Cantón y participaron 8 selecciones de Asia.
Kazajistán venció en la final a China para ganar la medalla de oro.

## Fase de grupos

### Grupo A
| Pos. | Equipo        | Encuentros | Encuentros | Encuentros | Encuentros | Tantos  | Tantos    | Tantos     | Puntos |
| Pos. | Equipo        | jugados    | ganados    | empatados  | perdidos   | a favor | en contra | diferencia | Puntos |
| ---- | ------------- | ---------- | ---------- | ---------- | ---------- | ------- | --------- | ---------- | ------ |
| 1    | China         | 3          | 3          | 0          | 0          | 116     | 0         | 116        | 9      |
| 2    | Tailandia     | 3          | 2          | 0          | 1          | 65      | 50        | 15         | 7      |
| 3    | Hong Kong     | 3          | 1          | 0          | 2          | 50      | 46        | 4          | 5      |
| 4    | Corea del Sur | 3          | 0          | 0          | 3          | 0       | 135       | -135       | 3      |

### Grupo B
| Pos. | Equipo     | Encuentros | Encuentros | Encuentros | Encuentros | Tantos  | Tantos    | Tantos     | Puntos |
| Pos. | Equipo     | jugados    | ganados    | empatados  | perdidos   | a favor | en contra | diferencia | Puntos |
| ---- | ---------- | ---------- | ---------- | ---------- | ---------- | ------- | --------- | ---------- | ------ |
| 1    | Kazajistán | 3          | 3          | 0          | 0          | 100     | 7         | 93         | 9      |
| 2    | Japón      | 3          | 2          | 0          | 1          | 62      | 33        | 29         | 7      |
| 3    | Singapur   | 3          | 1          | 0          | 2          | 34      | 53        | -19        | 5      |
| 4    | India      | 3          | 0          | 0          | 3          | 5       | 108       | -103       | 3      |

#### Copa de plata
|  | Copa de plata | Copa de plata | Copa de plata |          |       | Quinto puesto  | Quinto puesto  | Quinto puesto  |  |
|  |               |               |               |          |       |                |                |                |  |
|  |               |               |               |          |       |                |                |                |  |
|  | Japón         | Japón         | 46            |          |       |                |                |                |  |
|  | Japón         | Japón         | 46            |          |       |                |                |                |  |
|  | India         | India         | 0             |          |       |                |                |                |  |
|  | India         | India         | 0             |          | Japón | Japón          | 31             |                |  |
|  |               |               |               |          | Japón | Japón          | 31             |                |  |
|  |               |               | Singapur      | Singapur | 0     |                |                |                |  |
|  | Singapur      | Singapur      | Singapur      | Singapur | 0     | 31             |                |                |  |
|  | Singapur      | Singapur      |               |          |       | 31             |                |                |  |
|  | Corea del Sur | Corea del Sur | 5             |          |       | Séptimo puesto | Séptimo puesto | Séptimo puesto |  |
|  | Corea del Sur | Corea del Sur | 5             |          |       | Séptimo puesto | Séptimo puesto | Séptimo puesto |  |
|  |               |               |               |          |       |                |                |                |  |
|  |               |               |               |          |       | India          | India          | 21             |  |
|  |               |               |               |          |       | India          | India          | 21             |  |
|  |               |               |               |          |       | Corea del Sur  | Corea del Sur  | 10             |  |
|  |               |               |               |          |       | Corea del Sur  | Corea del Sur  | 10             |  |
|  |               |               |               |          |       |                |                |                |  |

#### Copa de oro
|  | Cuartos de final | Cuartos de final | Cuartos de final |           |            | Semifinales | Semifinales | Semifinales |           |              | Copa         | Copa         | Copa |  |
|  |                  |                  |                  |           |            |             |             |             |           |              |              |              |      |  |
|  |                  |                  |                  |           |            |             |             |             |           |              |              |              |      |  |
|  | Kazajistán       | Kazajistán       | 52               |           |            |             |             |             |           |              |              |              |      |  |
|  | Kazajistán       | Kazajistán       | 52               |           |            |             |             |             |           |              |              |              |      |  |
|  | Corea del Sur    | Corea del Sur    | 0                |           |            |             |             |             |           |              |              |              |      |  |
|  | Corea del Sur    | Corea del Sur    | 0                |           | Kazajistán | Kazajistán  | 22          |             |           |              |              |              |      |  |
|  |                  |                  |                  |           | Kazajistán | Kazajistán  | 22          |             |           |              |              |              |      |  |
|  |                  |                  | Tailandia        | Tailandia | 14         |             |             |             |           |              |              |              |      |  |
|  | Tailandia        | Tailandia        | Tailandia        | Tailandia | 14         | 27          |             |             |           |              |              |              |      |  |
|  | Tailandia        | Tailandia        |                  |           |            |             |             |             |           |              |              |              |      |  |
|  | Singapur         | Singapur         | 5                |           |            |             |             |             |           |              |              |              |      |  |
|  | Singapur         | Singapur         | 5                |           |            |             |             |             |           | Kazajistán   | Kazajistán   | 17           |      |  |
|  |                  |                  |                  |           |            |             |             |             |           | Kazajistán   | Kazajistán   | 17           |      |  |
|  |                  |                  | China            | China     | 14         |             |             |             |           |              |              |              |      |  |
|  | China            | China            | China            | China     | 14         | 42          |             |             |           |              |              |              |      |  |
|  | China            | China            |                  |           |            |             |             |             |           |              |              |              |      |  |
|  | India            | India            | 0                |           |            |             |             |             |           |              |              |              |      |  |
|  | India            | India            | 0                |           | China      | China       | 34          |             |           | Tercer lugar | Tercer lugar | Tercer lugar |      |  |
|  |                  |                  |                  |           | China      | China       | 34          |             |           | Tercer lugar | Tercer lugar | Tercer lugar |      |  |
|  |                  |                  | Hong Kong        | Hong Kong | 0          |             |             |             |           |              |              |              |      |  |
|  | Hong Kong        | Hong Kong        | Hong Kong        | Hong Kong | 0          | 19          |             |             | Tailandia | Tailandia    | 17           |              |      |  |
|  | Hong Kong        | Hong Kong        |                  |           |            |             |             |             | Tailandia | Tailandia    | 17           |              |      |  |
|  | Japón            | Japón            | 14               |           |            |             |             |             |           |              | Hong Kong    | Hong Kong    | 12   |  |
|  | Japón            | Japón            | 14               |           |            |             |             |             |           |              | Hong Kong    | Hong Kong    | 12   |  |
|  |                  |                  |                  |           |            |             |             |             |           |              |              |              |      |  |